# Nelleke Noordervliet
Petronella Maria (Nelleke) Noordervliet-Bol (Rotterdam, 6 november 1945) is een Nederlands schrijfster.

## Privéleven
Noordervliet werd geboren in de volkswijk Crooswijk te Rotterdam. Ze groeide op in een 'rood' en katholiek gezin. Haar vader was automonteur, haar moeder huisvrouw. Ze ging als eerste in de familie naar het gymnasium, op het katholieke lyceum Maria Virgo voor meisjes. Daarna studeerde ze Nederlands aan de Rijksuniversiteit Leiden. Na het behalen van haar kandidaats begon ze te werken als bureauredactrice bij een wetenschappelijke uitgeverij en lerares Nederlands. Ze was ook een tijd gemeenteraadslid voor de Partij van de Arbeid in Monster. Ze trouwde met een fysisch chemicus en ze kregen twee dochters. Ze rondde haar doctoraalexamen cum laude af met als hoofdvak Moderne Letterkunde aan de Universiteit Utrecht.
Nelleke Noordervliet is een schoonzus van de overleden televisieregisseur Rob Touber.

## Werk
Het debuut van Noordervliet, Tine of de dalen waar het leven woont, verscheen in 1987. Het is een historische roman over Tine van Wijnbergen, de eerste vrouw van Eduard Douwes Dekker (Multatuli). Daarna schreef ze vele romans, novellen, verhalen, essays, toneel, een verhalend gedicht, geschiedenisboeken en columns.
Ze was gastschrijver aan de universiteiten van Leiden, Groningen, Delft, Berlijn en Parijs, voorzitter van het Fonds voor de Letteren, maakte deel uit van de Raad van Toezicht van het Rijksmuseum, zat in het bestuur van de Maatschappij der Nederlandse Letterkunde en van het Letterkundig Museum, voorzitter van het Internationale literaire festival Winternachten, lid van de Raad van Toezicht van het Amsterdam Museum, bestuurslid van Wetenschap&Maatschappij en voorzitter van de raad van bestuur van De Schrijverscentrale.
Ze schreef columns voor de Volkskrant, het Historisch Nieuwsblad, Trouw en het radioprogramma OVT.
In 1996 gaf Noordervliet de Frans Kellendonklezing, getiteld Hoe wij 's morgens de dingen groeten.
Op 23 april 2022 werd in het NPO Radio 1-programma De Taalstaat door Academievoorzitter prof. Jet Bussemaker bekendgemaakt dat Noordervliet de Gouden Ganzenveer 2022 krijgt. De Academie noemt haar "een van de veelzijdigste, stilistisch vaardigste schrijvers in de hedendaagse Nederlandse literatuur" en waardeert haar inzet als bestuurder in de literaire en culturele wereld.

## Thema's in het werk
Haar werk kenmerkt zich door een grote nadruk op het verleden. Ze schreef een aantal historische romans en boeken over geschiedenis, en ook in de romans die in het heden spelen worden de personages bepaald door hun verleden waaraan ze trachten te ontsnappen of waarmee ze in het reine moeten komen. Een belangrijk thema in haar werk is de ethische vraag: hoe moet een mens leven? Daarom komt ook het thema verantwoordelijkheid (en schuld) regelmatig terug. De personages zijn zowel vrouwen als mannen.
Vaak is het buitenland de achtergrond of het doel van de personages:
- Tine of De dalen waar het leven woont: Nederlands-Indië
- Millemorti: Zwitserland
- Het oog van de engel: Frankrijk
- De naam van de vader: Duitsland en Griekenland
- Uit het paradijs: België
- Pelican Bay: de Caraïben
- Snijpunt: Italië
- Zonder noorden komt niemand thuis: Canada

## Literaire prijzen
- 1994 - Multatuliprijs (voor De naam van de vader)[10][11]
- 2018 - Constantijn Huygens-prijs (voor haar gehele oeuvre)[12][7]
- 2022 - Gouden Ganzenveer[9]